# 이지키얼 켐보이
이지키얼 켐보이 체보이(영어: Ezekiel Kemboi Cheboi, 1982년 5월 25일 ~ )는 케냐의 육상 선수이다.

## 인물 정보
마라크웨트주 카프소와르 근처 마티라에서 태어난 켐보이는 1999년에 카프소와르 남자 중학교를 졸업했다. 그는 학교를 중퇴하고 나서야 육상을 시작했다.
켐보이는 2003년 세계 선수권 대회에서 팀 동료 사이프 사에드 샤힌과 함께 기진 맥진한 전투를 벌였고 1초 이내로 우승했다. 켐보이는 2003년 올아프리카 게임에서 금메달을 획득했다.
켐보이는 2004년 아테네 올림픽 우승 후보로 선정되었다. 켐보이는 케냐의 키프루토를 0.3초 앞질러서 금메달을 땄다.
2005년 8월에 그는 2005년 세계 육상 선수권 대회에서 샤힌 뒤에서 다시 한번 은메달을 획득했다. 그는 2006년 아프리카 육상 선수권 대회에서 2위를 했지만, 부적절한 행위로 실격 처리되었다. 그는 2007년 세계 육상 선수권 대회에서 키프루토에게 져서 3회연속 은메달을 획득했다.
켐보이는 2008년 베이징 올림픽에서 케냐를 대표했지만 7위에 머물렀다. 그는 2009년 세계 선수권 대회에서 우승하면서 반등했고 2010년 아프리카 선수권 대회에서 2008년 동메달리스트 리처드 마텔롱 뒤에서 은메달을 획득했다.
그는 2011년 대구 세계 육상 선수권 대회에서 금메달을 획득했다.
켐보이는 2012년 런던 올림픽 3000m 장애물경주에서 금메달을 획득했다. 켐보이는 8분 18.56초의 시간으로 우승했다.

## 개인 생활
그는 2002년부터 트란스은조이아 모이의 다리 근처 20ha 농장을 소유하고 있다. 그는 제인 켐보이와 결혼했고 2명의 아들이 있다.